# Гралевский, Ян Янович
Ян Янович Гралевский (16 декабря 1868 года, Серпц Плоцкой губернии, Российская империя — 17 февраля 1924 года, Варшава, Польша) — польский католический священник, депутат Государственной думы Российской империи I и II созывов от Варшавской губернии.

## Биография
Родился 16 декабря 1868 года в Серпце в польской, католической, уважаемой среди горожан шляхетской семье герба Сулима. Обучался в гимназии сначала в Плоцке, затем — в Бяла-Подляске, а затем окончил Варшавскую католическую духовную семинарию. В 1891 года рукоположен в священника. Был настоятелем в Варшаве и других городах Царства Польского. В 1894—1898 годах — викарий в церкви Пресвятой Девы Марии Милосердной в Варшаве, где получил звание ректора. Известный педагог, организатор летнего отдыха детей. Принимал участие в работе многих педагогических организаций. Участвовал в работе редакционной коллегии «Педагогической энциклопедии», работал в редакции «Большой иллюстрированной энциклопедии». В 1904 году побывал в Великобритании и Франции для знакомства с новыми педагогическими идеями. Принадлежал к национально-патриотическому движению, состоял в Национальной лиге. С 1905 года — член Национально-демократической партии. Тогда же стал одним из организаторов школьной забастовки в Царстве Польском. Совместно с Генриком Сенкевичем и другими основал организацию «pl:Polska Macierz Szkolna», затем вошёл в правление национально-патриотической организации Польская школа «Матица». Поддерживал идею об отмене ограничений для польского языка в сфере образования, подписал обращение в Министерство народного просвещения, за что был отстранён от прихода и приговорён к году тюремного заключения по обвинению в антиправительственной деятельности. В результате заступничества иерархов римско-католической церкви приговор был отменён. В ноябре 1905 года был в составе польской делегации у премьер-министра графа С. Ю. Витте. Настаивал на проведении реформ в Царстве Польском. Отдан под надзор полиции на срок 4 года в административном порядке.
8 мая 1906 году был избран в Государственную думу Российской империи I созыва от общего состава выборщиков Варшавского губернского избирательного собрания. Вошёл в Польское коло. Состоял в комиссии по исследованию незакономерных действий должностных лиц. Участвовал в следственной комиссии, изучавшей неправомерные действия государственных учреждений. Подал запрос относительно ограничений права работы польских учителей в народных школах. После роспуска Думы был в составе делегации Польского коло, которая присутствовала на совещании в Выборге, однако Выборгское воззвание не подписал. Вскоре выехал в США для знакомства с американской системой начального образования и для укрепления контактов с польской диаспорой в Америке.

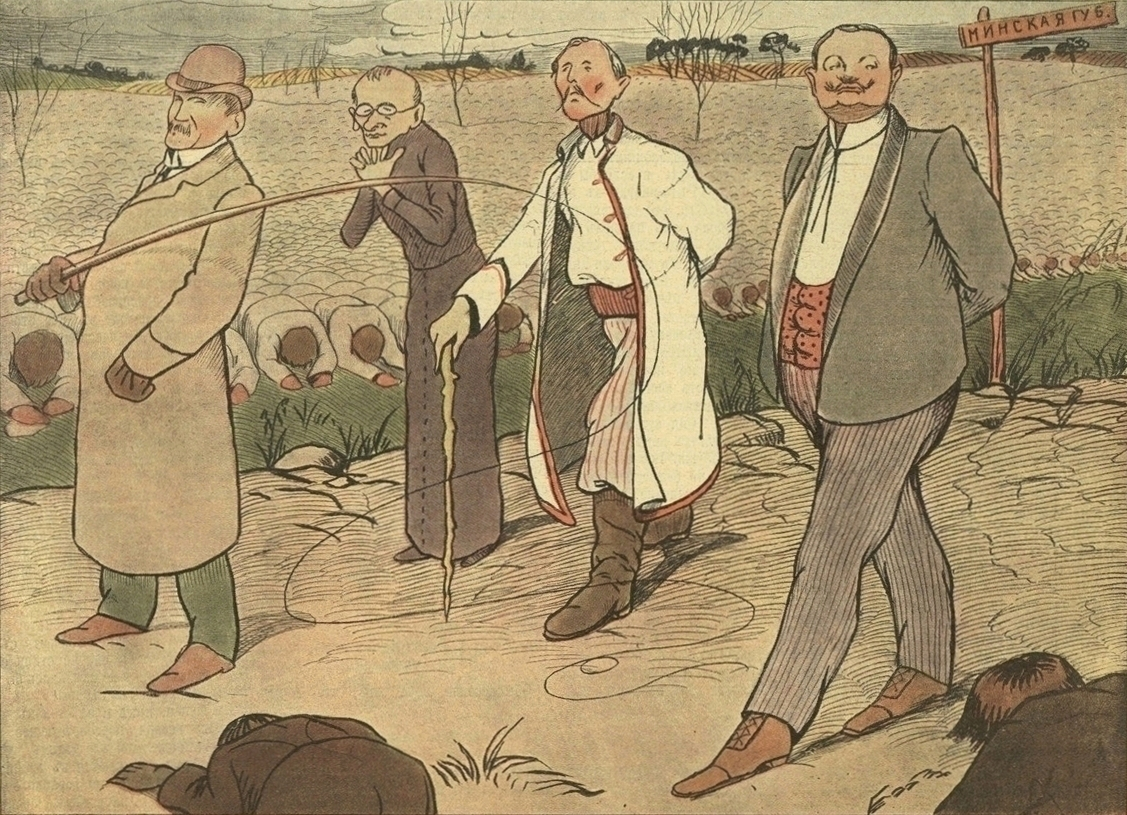
Русская карикатура «Триумфальное шествие Польского кола в Минскую губернию» из приложения к «Новому времени» за июнь 1907, (Р. Дмовский, Я. Я. Гралевский, Я. Белявский, и граф Г. Р. Потоцкий).

6 февраля 1907 был избран в Государственную думу Российской империи II созыва от общего состава выборщиков Варшавского губернского избирательного собрания. Входил в Польское коло. Член Комиссии по народному образованию. Подписал законопроект «О гражданском равенстве». Выдвинул предложение о полонизации школы в Царстве Польском. Протестовал против нераспространения на территорию Царства Польского предстоявшей аграрной реформы П. А. Столыпина. Находясь в Санкт-Петербурге, продолжал участвовать в деятельности национальных польских школьных организаций.
Состоял выборщиком в III-ю Государственную думу. За политическую деятельность по приказу варшавского генерал-губернатора в августе 1907 подлежал к ссылке в Пермь с возможной заменой выезда за границу без права возвращения в Россию до отмены военного положения в Царстве Польском. Уехал в Галицию, принадлежавшую тогда Австро-Венгрии. В 1908 вернулся в Польшу, поселился в Варшаве, занял место настоятеля одного из городских храмов, продолжал участвовать в деятельности школьных организаций. Был одним из активных членов Национальной лиги. В 1911 году выступил за бойкот русских школ.
Во время Первой мировой войны входил в состав Центрального гражданского комитета Варшавы. Поддерживал контакт с германскими оккупационными властями, вошёл в созданный ими Главный опекунский совет. В 1916 году выезжал в Швейцарию, где в Веве сказал проповедь на похоронах Генрика Сенкевича.
В независимой Польше продолжал заниматься политической деятельностью и педагогикой. В 1920 году был инспектором школьного Радомского округа. Участвовал в организации польского начального и среднего образования и разработке программы польских школ. Получил отпуск по болезни. Написал за это время две новые книги, в том числе «Господь Иисус в душе ребёнка» (Pan Jezus w duszy dziecka). Через год, несмотря на тяжелую болезнь (рак гортани), вернулся в Варшаву, в свою любимую церковь.
17 февраля 1924 скончался в Варшаве.